# Plantation Mobile Home Park
Plantation Mobile Home Park ist  ein census-designated place (CDP) im Palm Beach County im US-Bundesstaat Florida. Das U.S. Census Bureau hat bei der Volkszählung 2020 eine Einwohnerzahl von 1.462 ermittelt. 

## Geographie
Plantation Mobile Home Park liegt rund 5 km südwestlich von West Palm Beach. Der CDP wird von der Florida State Road 704 tangiert.

## Demographische Daten
Laut der Volkszählung 2010 verteilten sich die damaligen 1260 Einwohner auf 377 Haushalte. Die Bevölkerungsdichte lag bei 1800,0 Einw./km². 64,5 % der Bevölkerung bezeichneten sich als Weiße, 14,4 % als Afroamerikaner, 0,6 % als Indianer und 1,3 % als Asian Americans. 15,2 % gaben die Angehörigkeit zu einer anderen Ethnie und 4,1 % zu mehreren Ethnien an. 39,0 % der Bevölkerung bestand aus Hispanics oder Latinos.
Im Jahr 2010 lebten in 37,5 % aller Haushalte Kinder unter 18 Jahren sowie 17,6 % aller Haushalte Personen mit mindestens 65 Jahren. 62,9 % der Haushalte waren Familienhaushalte (bestehend aus verheirateten Paaren mit oder ohne Nachkommen bzw. einem Elternteil mit Nachkomme). Die durchschnittliche Größe eines Haushalts lag bei 2,88 Personen und die durchschnittliche Familiengröße bei 3,38 Personen.
26,7 % der Bevölkerung waren jünger als 20 Jahre, 32,5 % waren 20 bis 39 Jahre alt, 28,8 % waren 40 bis 59 Jahre alt und 12,1 % waren mindestens 60 Jahre alt. Das mittlere Alter betrug 34 Jahre. 51,2 % der Bevölkerung waren männlich und 48,8 % weiblich.
Das durchschnittliche Jahreseinkommen lag bei 39.661 $, dabei lebten 18,8 % der Bevölkerung unter der Armutsgrenze.
Im Jahr 2000 war Englisch die Muttersprache von 86,89 % der Bevölkerung und spanisch sprachen 13,11 %.